# Tetiana Litvinovska
Tetiana Litvinovska est une joueuse de volley-ball ukrainienne née le 5 décembre 1989 à Jytomyr. Elle mesure 1,85 m et joue au poste d'attaquante. 

## Clubs
| Club                     | De        | À         |
| ------------------------ | --------- | --------- |
| Iskra Louhansk           | 2004-2005 | 2009-2010 |
| VK Severodontchanka      | 2010-2011 | 2014-2015 |
| VK Minsk                 | 2015-2016 | 2015-2016 |
| Meduniversitet Vinnytsia | 2016-2017 | …         |

## Palmarès
- Coupe d'Ukraine
  - Finaliste : 2013, 2014, 2015.
- Championnat d'Ukraine
  - Finaliste : 2014, 2015, 2017.
- Championnat de Biélorussie
  - Vainqueur : 2016.